# Uranospinita
L'uranospinita és un mineral arsenat de la classe dels minerals fosfats, i dins d'aquesta pertany a l'anomenat grup de l'autunita. Va ser descoberta l'any 1873 a les Muntanyes Metal·líferes, a l'estat de Saxònia (Alemanya), sent nomenada així pel seu contingut en urani i del grec spinos ("verdet") pel seu color.

## Característiques químiques
És un uranil Arsenat hidratat amb calci, similar a altres minerals del grup de l'autunita al qual pertany.
Els cristalls d'uranospinita poden contenir un cor de zeunerita.

## Formació i jaciments
Es forma com a mineral secundari per alteració de la uraninita, a la zona d'oxidació dels jaciments hidrotermals de minerals de l'urani i arsènic.
Sol trobar-se associat a altres minerals com: metazeunerita, metauranocircita, uranofana, troegerita, walpurgina, uranosferita, asselbornita, schoepita, paraschoepita, arsenuranilita o novacekita.